# Luchtvaartdienst (Suriname)
De Luchtvaartdienst is de afdeling voor burgerluchtvaart in Suriname van het  ministerie van Openbare Werken, Transport en Communicatie (OWT&C) en komt voort uit het in 1947 ingestelde Bureau Luchtvaart. 
De Luchtvaartdienst is verantwoordelijk voor de regulering van alle luchtvaartactiviteiten in het land en moet ervoor zorgen dat alle activiteiten in overeenstemming met de internationale standaarden worden uitgevoerd. De Luchtvaartdienst is lid van de Internationale Burgerluchtvaartorganisatie (ICAO).
Het koninkrijk ratificeerde het verdrag van de conventie van Chicago in 1947. In hetzelfde jaar werd het Bureau Luchtvaart ingesteld dat toezicht hield op de luchtvaart in Suriname. Begin jaren 50 van de twintigste eeuw werden ook alle bevoegdheden met betrekking tot de luchtvaart van de procureur-generaal overgedragen aan het hoofd van het Bureau Luchtvaart. Het bureau hield kantoor in het pand van de Dienst Haven- en Loodswezen, aan de Kleine Waterstraat.

## Vliegvelden
De Luchtvaartdienst heeft de verantwoordelijkheid een van de drie 'airports' van Suriname, namelijk de Majoor Henk Fernandes Airport, en alle airstrips in het land.